# 亚氯酸银
亚氯酸银是一种无机化合物，化学式 AgClO2。这种正交晶系的微黄色固体对冲击敏感。

## 制备
亚氯酸银可以由硝酸银和亚氯酸钠反应而成：
AgNO
3 + NaClO
2 → AgClO
2 + NaNO
3

## 反应和性质
如果正常加热到 105 °C，亚氯酸银就会剧烈爆炸：
AgClO
2 → AgCl + O
2
如果非常小心地加热，它到 156 °C 才会分解成氯化银。如果有亚氯酸存在，会产生氯酸银。
亚氯酸银会和如硫和盐酸等各种物质爆炸性反应，形成氯化银。它也会被二氧化硫还原，和硫酸反应产生二氧化氯。亚氯酸银和碘甲烷或碘乙烷反应会爆炸。

## 配合物
亚氯酸银和氨反应，形成三氨合物：
AgClO
2 + 3NH
3 → 3NH
3·AgClO
2